# Плач
Плач је процес проливања суза као одговор на неко емоционално стање или бол. Осећања која најчешће доводе до самог плача су љутња, срећа и туга. Плакање је дефинисано као сложен феномен који је окарактерисан проливањем суза из слезалног апарата, без окуларних иритација. Сродни медицински израз за плач је лакриминација, што се односи и на неемоционално проливање суза.
Да би се плач окарактерисао као јецање, обично мора да буде праћен низом других симптома, као што су споро али нестално удисање, повремени случајеви задржавања даха и тремор мишића.
Утврђена је неуронска веза између сузне жлезде и подручја људског мозга укључених у емоције.
Сузе које настају током емоционалног плача имају хемијски састав који се разликује од других врста суза. Садрже знатно веће количине хормона пролактина, адренокортикотропног хормона и леу-енкефалина, и елемената калијума и мангана.

## Функција
Питање функције или порекла емоционалних суза остаје отворено. Теорије се крећу од једноставних, као што је реакција на нанети бол, до сложенијих, укључујући невербалну комуникацију како би се изазвало алтруистичко понашање помоћи од других. Неки су такође тврдили да плач може послужити у неколико биохемијских сврха, као што је ублажавање стреса и чишћење очију. Постоје неки емпиријски докази да плач снижава ниво стреса, потенцијално због ослобађања хормона као што је окситоцин. Верује се да је плач излаз или резултат налета интензивних емоционалних сензација, као што су агонија, изненађење или радост. Ова теорија би могла да објасни зашто људи плачу током веселих догађаја, као и веома болних догађаја.
Појединци имају тенденцију да памте позитивне аспекте плача и могу створити везу између других истовремених позитивних догађаја, као што је окончање осећања туге. Заједно, ове карактеристике памћења појачавају идеју да је плач помогао појединцу.
У Хипократовој и средњовековној медицини, сузе су биле повезане са телесним хумором, а плач је виђен као чишћење вишка хумора из мозга. Вилијам Џејмс је мислио о емоцијама као о рефлексима пре рационалног размишљања, верујући да је физиолошки одговор, као на стрес или иритацију, предуслов за когнитивно постајање свесних емоција као што су страх или бес.
Вилијам Х. Фреј II, биохемичар са Универзитета у Минесоти, предложио је да се људи осећају „боље” након плакања због елиминације хормона повезаних са стресом, посебно адренокортикотропног хормона. Ово, упарено са повећаним лучењем слузокоже током плакања, могло би довести до теорије да је плач механизам развијен код људи за уклањање овог хормона стреса када нивои постану превисоки. Сузе имају ограничену способност да елиминишу хемикалије, што смањује вероватноћу ове теорије.
Новије психолошке теорије плакања наглашавају однос плача и доживљаја перципиране беспомоћности. Из ове перспективе, основно искуство беспомоћности обично може објаснити зашто људи плачу. На пример, особа може да плаче након што је примила изненађујуће срећне вести, наводно зато што се особа осећа немоћном или неспособном да утиче на оно што се дешава.
Емоционалне сузе су такође стављене у еволутивни контекст. Једна студија предлаже да плакање, замагљивањем вида, може онемогућити агресивне или одбрамбене акције и може функционисати као поуздан сигнал смиривања, потребе или привржености. Орен Хасон, еволуциони психолог на одељењу за зоологију на Универзитету у Тел Авиву, верује да плакање показује рањивост и покорност нападачу, тражи саосећање и помоћ од посматрача, и сигнализира заједничку емоционалну приврженост.
Још једну теорију која прати еволуциону психологију дао је Пол Д. Маклин, који сугерише да је вокални део плача прво коришћен као „поклич за раздвајање“ како би се поново спојили родитељи и потомци. Сузе су, како он спекулише, резултат везе између развоја великог мозга и открића ватре. Маклин теоретизира да су се рани људи морали у великој мери ослањати на ватру, да су им очи често производиле рефлексне сузе као одговор на дим. Како су људи еволуирали, дим је вероватно добио јаку везу са губитком живота, а самим тим и тугом.‍:90–91 Карло Белиени је 2017. анализирао понашање плакања и закључио да већина животиња може да пролива сузе, али да само људи могу да то чине психоемоционално, што је познато и као „плакање”. Плакање је понашање које изазива емпатију, можда уз посредовање мреже огледалских неурона, и утиче на расположење кроз ослобађање хормона изазвано ефектом масаже које стварају сузе на образима, или кроз ублажавање ритма јецања. Многи етолози се не би сложили са овом становиштем.

## Биолошки респонс
Биолошки ефекти плакања могу бити веома тешко уочљиви, посебно имајући у виду да многи психолози верују да окружење у којем особа плаче може променити њено искуство. Лабораторијске студије су показале неколико физичких ефеката плакања, као што су убрзан рад срца, знојење и успорено дисање. Иако се чини да врста ефеката које појединац доживљава у великој мери зависи од појединца, за многе се чини да умирујући ефекти плакања, као што је успорено дисање, надмашују негативне ефекте, што би могло да објасни зашто људи памте да је плач био користан и благотворан.

### Глобусна сензација
Најчешћи нежељени ефекат плакања је осећај кнедле у грлу плакача, иначе познат као глобусна сензација. Иако многе ствари могу изазвати тај осећај, онај који се доживљава у плакању је одговор на стрес који доживљава симпатички нервни систем. Када животињи прети нека врста опасности, симпатички нервни систем покреће неколико процеса који омогућавају животињи да се бори или побегне. Ово укључује гашење непотребних функција тела, као што је варење, и повећање протока крви и кисеоника до неопходних мишића. Када појединац доживи емоције као што је туга, симпатички нервни систем и даље реагује на овај начин.
Друга функција коју појачава симпатички нервни систем је дисање, што укључује отварање грла како би се повећао проток ваздуха. Ово се ради ширењем глотиса, што омогућава да више ваздуха прође. Како се појединац подвргава овом симпатичком одговору, парасимпатички нервни систем на крају покушава да поништи одговор смањењем активности високог стреса и повећањем рекуперативних процеса, што укључује варење у току. Ово укључује гутање, процес који захтева затварање потпуно проширеног глотиса како би се спречило да храна уђе у ларинкс. Глотис покушава да остане отворен док појединац плаче. Ова борба за затварање глотиса ствара осећај који се осећа као кнедла у грлу појединца.